# Jazyk obecný
Jazyk obecný (Solea solea, Linnaeus, 1758, dříve i Solea vulgaris), prodávaný pod jménem mořský jazyk, je žádaná mořská ryba ze skupiny platýsů, z čeledi jazykovití (Soleidae). Její tvar těla se uzpůsobil životu u mořského dna. Obývá oblast severovýchodního Atlantského oceánu a část Středozemního moře.

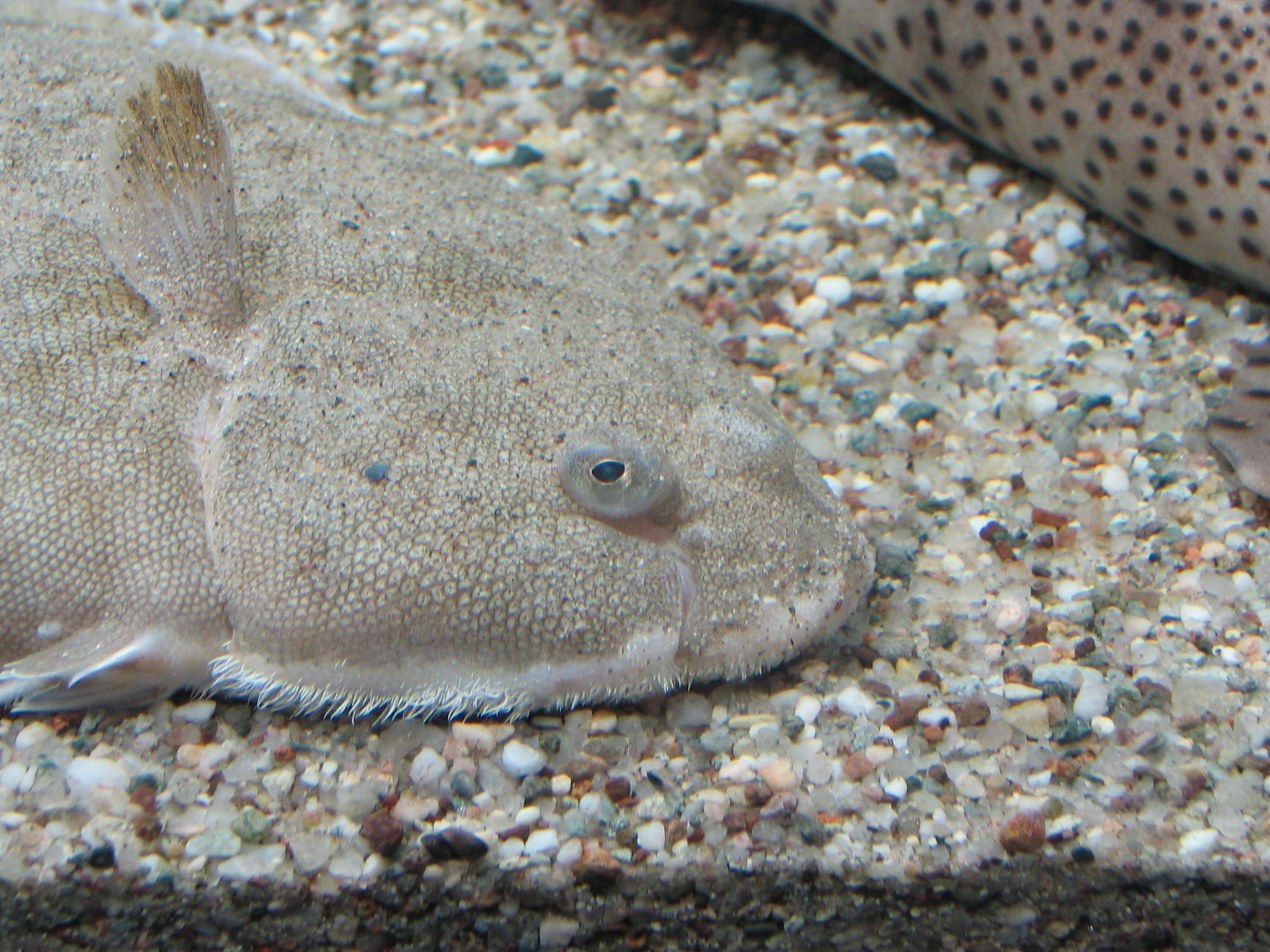
Detail hlavy s dvojicí očí na pravé straně těla

## Popis
Jazyk obecný dorůstá průměrně délky okolo 70 cm (jiné zdroje uvádějí obvyklou velikost mezi 30 až 40 cm s maximální velikostí 60 cm) s maximální pozorovanou hmotností 3 kg. Jedná se o dlouholetou rybu, která se může dožít až 26 let. Jazyk má zploštělé tělo, které je levou stranou přisedlé k mořskému dnu a má bílou barvu. Pravá strana těla směřuje k vodní hladině a má hnědou až šedohnědou barvu, ale tato barva záleží často na okolí. Tvar těla je oválný, v přední části se nachází malá hlava. Kolem celého těla je hřbetní ploutev, která je tvořena 75 až 93 ploutevními paprsky. Na stranách těla se nachází prsní ploutve, ta na spodní straně je v podstatě zakrnělá a jazyk jí nevyužívá díky přisedlému způsobu života. Ocasní ploutev splývá s hřbetní a řitní ploutví.

## Výskyt

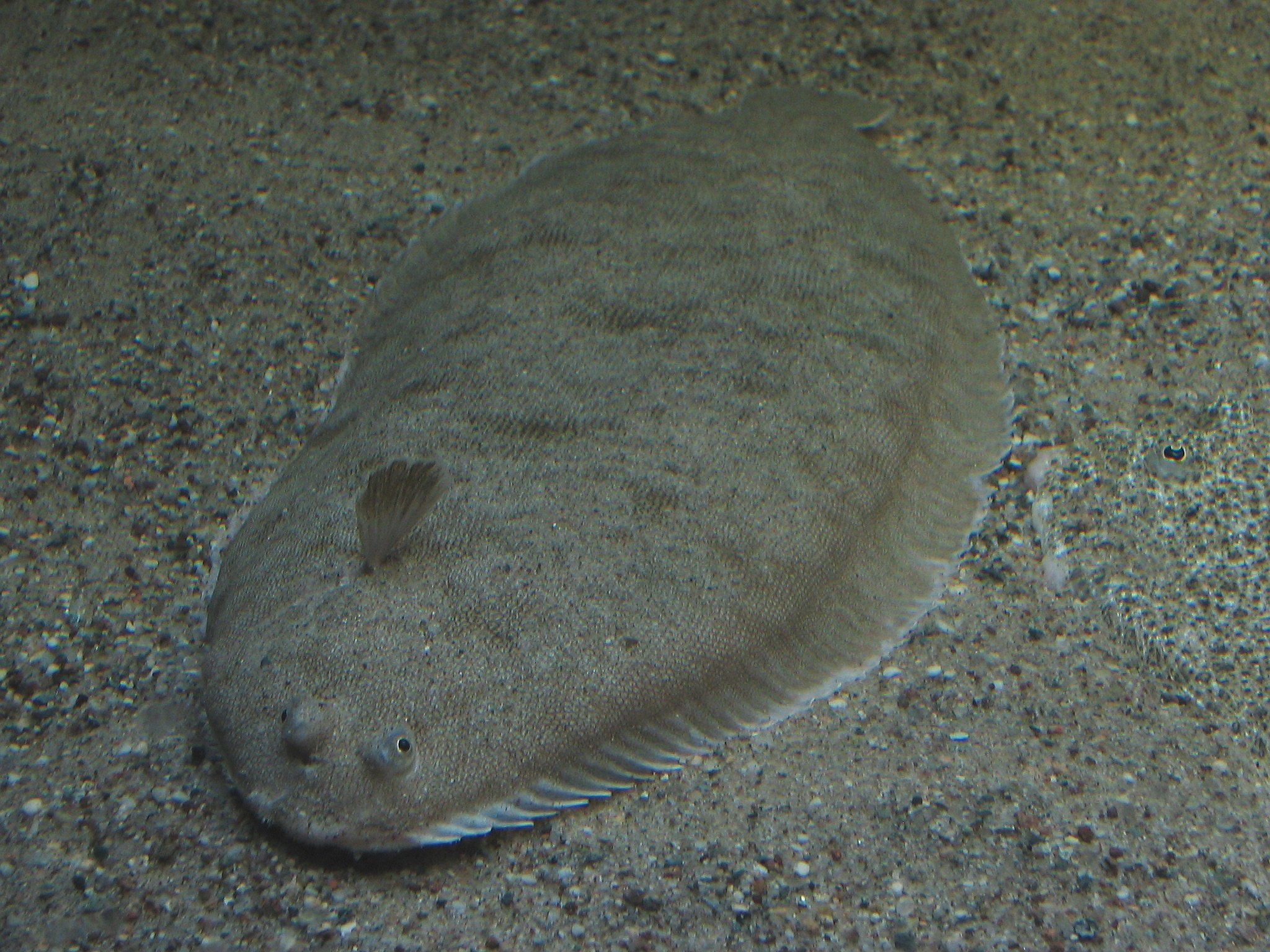
Pohled na celé tělo na dně

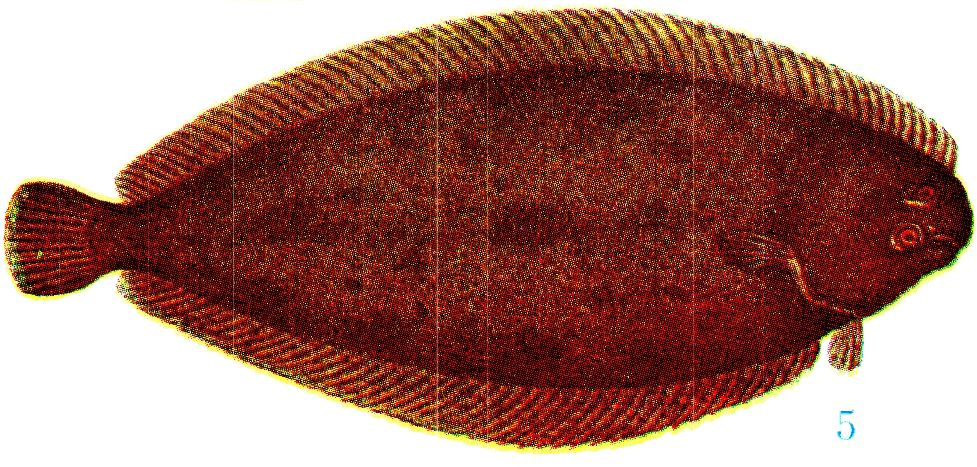
Kresba těla

Obývá oblast severovýchodní části Atlantského oceánu v hloubkách od 0 do 150 metrů, což odpovídá pobřežním vodám západní Afriky, Portugalska, Španělska, Francie, oblasti kanálu La Manche, Britskému souostroví, pobřeží Beneluxu, Severního moře, Norska, Islandu, Středozemí a částečně i oblasti Černého moře. Vyhledává oblasti s písčitým až bahnitým dnem, kde by se mohl zahrabávat do podloží a skrývat se v něm. Často proniká i do ústí sladkovodních řek.
Nejčastěji se vyskytují v oblastech, kde se teplota vody pohybuje mezi 8 až 24 °C. Během zimy z tohoto důvodu dochází k jeho migraci do hlubších vod a to až do hloubky okolo 150 metrů. Přes léto se vyskytuje převážně v oblastech do hloubky okolo 60 metrů.

## Potrava
Jazyk útočí převážně v noci na drobné živočichy jako například červy, měkkýše a korýše, kteří žijí na dně, včetně drobných rybek. Přes den je částečně zahrabán v písku, či bahně, čímž snižuje svoje riziko být odhalen predátory.

## Rozmnožování
Jazyk se tře v rozmezí února až března, kdy se jedinci přesunují na mělčinu o teplotě vody mezi 6 až 12 °C. Během tření dochází k uvolnění 100 až 150 tisíců jiker do vody, které jsou následně volně unášeny mořskými proudy a vlněním. Oplodněná vajíčka se začínají vyvíjet a za přibližně 10 dnů se z jiker líhnou larvy, které pokračují v růstu. Malé rybky začínají žít přisedlým způsobem života přibližně v době, kdy dorostou velikosti 1,5 cm.

## Hospodářský význam
Jazyk obecný je hojně loven. K oblibě jeho masa přispívá kromě jeho lahodnosti i fakt, že je po tepelné úpravě velmi snadno oddělitelné od kostry. Připravuje se smažením, vařením, dušením, grilováním i pečením. Jeho cena na trhu je poměrně vysoká.